# Susan Elizabeth Donaldson
Susan Elizabeth Donaldson (født Horwood, 18. januar 1940 i Oxford, Storbritannien), er forfatter. Hun blev i 2001 gift med Dronning Marys far professor John Donaldson.

## Biografi
Hun voksede op i Oxford og boede 10 år i Tennessee. Hun har skrevet flere kærlighedsromaner under pseudonymerne Susan Moody, Susannah James og senere under navnet Susan Madison. Hun var tidligere formand for den engelske forfatterforening "Chairwoman of the Crime Writers' Association" og bor nu i Bedford, England, sammen med professor John Donaldson.

### Penny Wanawake-serien
Penny er en smuk sort fotograf og datter af en FN-ambassadør.
- Penny Black (1984)
- Penny Dreadful (1984)
- Penny Post (1985)
- Penny Royal (1986)
- Penny Wise (1988)
- Penny Pinching (1989)
- Penny Saving (1993)

### Cassie Swann-serien
Cassie Swann er en professionel bridgespiller i Bellington, England.
- Takeout Double (Også udgivet som: Death Takes a Hand) (1993)
- Grand Slam (1994)
- King of Hearts (1995)
- Doubled in Spades (1996)
- Sacrifice Bid (1997)
- Dummy Hand (1998)

### Andre
- Misselthwaite (1995): også udgivet som Return to the Secret Garden.
- Falling Angel (1998)
- The Italian Garden (1998)

### Som Susan Madison
- The Colour of Hope (2000)
- The Hour of Separation (2002)
- Touching the Sky (2003)